# 죽은 자들
죽은 자들(The Dead)은 영국에서 제작된 존 휴스턴 감독의 1987년 영화이다. 안젤리카 휴스턴 등이 주연으로 출연하였고 빌란드 슐즈-케일 등이 제작에 참여하였다.

## 출연

### 주연
- 안젤리카 휴스턴
- 도날 맥캔

### 조연
- 댄 오헐리히
- 도널 도넬리
- 헬레나 캐롤
- 잉그리드 크라이기에
- 레이첼 도울링
- 마리 킨
- 마리아 맥더못로
- 숀 맥클로리
- 베어브리 도링
- 콤 미니

## 제작진
- 원작자: 제임스 조이스
- 미술: 스티븐 B. 그림스
- 미술: J. 데니스 워싱턴
- 의상: 도로시 지킨스